# T-10坦克
T-10重型坦克（开发代号Obyekt 730，即730工程）是蘇聯於冷戰時期研製的一款重型戰車，也是KV戰車與IS系列戰車系列最終發展而成的戰車。它原名為IS-5，之後改為IS-8（取自於約瑟夫·史達林姓名的縮寫）之名於1952年投入生產中，但在史達林於1953年去世後因為政治因素而被改名為T-10坦克。
與其直系祖先不同，T-10重型坦克車身较长、负重轮由6对改为7对、砲塔较大，拥有裝有排煙器的新式主砲、性能更佳的柴油引擎和防護力更強的裝甲。他們的性能十分相似，但T-10坦克可以裝載更多的彈藥。
T-10（就像它們所取代的IS系列坦克）被部署於集团军属獨立坦克團和師級部隊裡的獨立坦克營内。這些獨立的坦克單位可以加强给機械化單位，執行支援步兵與突破的作戰。

## 开发历史
二战结束后，苏军同时装备了三种不同型号的重型坦克：IS-2、IS-3和IS-4，但都不令人完全满意：IS-2的防护水平已显不足，IS-3的机械可靠性和人机工程学较差、IS-4则过于沉重。1948年底，车里雅宾斯克设计局受命研发一款IS-4坦克的现代化、轻量化版本，将战斗全重从60吨减至50吨，改善机动性以提高作战效率。
1949年春，车里雅宾斯克拖拉机厂第二特别设计局第100研究所在约瑟夫·科京的领导下开发出一款新型重型坦克，代号730工程，亦称IS-5。由于前有IS-6和IS-7过于前衛导致失败的教训，科京在730工程上以成熟技术为主，同时引入了一些原型车上成功的设计。车体以IS-4为基础，但首上装甲为镞形，炮塔亦改为类似IS-3和IS-7重型坦克的半卵形。传动、悬挂、引擎和战斗室均有现代化升级。730工程共生产了10辆样车。
1950年底，苏联交通部提出了新的改良要求。车里雅宾斯克在730工程的基础上反复改进，最终于1951年定型，预定于1952年开始量产。起初，这款重型坦克承袭以苏联领导人约瑟夫·斯大林的缩写为名的传统，称为IS-8。不久，斯大林于1953年去世，科京敏锐地察觉到去斯大林化的政治风向，主动将IS-8改名T-10重型坦克，并于1953年11月开始生产。T-10重型坦克于1957年的十月革命纪念阅兵上首次亮相。

## 设计特点
T-10重型坦克的设计集所有苏联重坦之大成。其宽大的车体基于IS-4、低矮的轮廓和正面镞形装甲则类似IS-3坦克。车体后部安装一台V-12-5柴油发动机，这是著名的V-2发动机的改进型，装有AM-42航空发动机的机械增压器和废气引射，功率提升至700马力。T-10的最高速度达48千米/时，机动性在战后各国重型坦克中名列前茅。车体每侧有七个钢缘负重轮和三个托带轮，采用扭杆式悬挂。T-10借鉴了IS-7上实验的半长度扭杆，扭杆长度不及车身宽度一半，节省了部分车内空间，但越野舒适性不如全长度扭杆。履带来自IS-4重型坦克，每节宽度720毫米，每侧共88节。
炮塔为铸造结构，正面厚201毫米，容纳车长、炮手和装填手三人。车长有一具TPKU观瞄镜和七个潜望镜，炮手则使用Tsh-2-27瞄准镜。和其他IS系列重型坦克一样，T-10使用D-25T坦克炮作为主武器。从T-10A开始，炮塔内增加了半自动装弹机。装填手将炮弹置于托盘上后由装弹机将炮弹推入炮膛，提高了射速。辅助武器为两挺12.7毫米DShK重機槍，一挺为同轴机枪，另一挺为高射机枪，由装填手操作。
1957年起，苏联对T-10重型坦克进行了一次大规模的现代化升级，称为T-10M。T-10M采用新型炮塔，主武器改为一门46倍身径122毫米M-62T2坦克炮（GRAU编号2A17），炮管末端的抽烟器和五孔制退器为最大的特征。为配合主炮的弹道，两挺机枪全部换为14. 5毫米KPV重机枪。除此之外，T-10M还改善了动力装置，使用新型750马力的V-12-6发动机。至1966年停产时，T-10已成为苏联重型坦克中装备最多、地位最重要的型号。

## 服役经历
T-10仅服役於蘇聯陸軍中，没有提供給華沙公約組織的成員國，但蘇聯有將裝備T-10的部隊駐紮於其他国家，例如苏军驻德集群的第13和第25近卫重型坦克师于1957年至1965年间装备了T-10重型坦克。T-10唯一确认参与的实战是1968年华约入侵捷克斯洛伐克的“多瑙河行动”。8月21日，第9坦克师的T-10M作为第1近卫坦克集团军的一部分进入布拉格。
有资料称T-10出口給了埃及、敘利亞和北越，并被用於贖罪日戰爭的戰鬥中以为提供T-55和T-62長程火力支援，但至今没有照片证明。很可能是当时情报机构对IS-3M重型坦克的误认。
蘇聯於1967年开始從前線撤下重型坦克車輛，到了1993年則完全將其除役。許多坦克底盤被用於製造飛彈發射載具。據估計，約有6,000輛蘇聯重型坦克於二次大戰結束後生產，包括IS-2、IS-3、IS-4和T-10，其中1,439辆为T-10。

### 蘇聯重型坦克的終結
在第二次世界大戰以機動力為重的裝甲戰中，已顯露出了重型坦克速度低的缺點。在二戰最後推進柏林的戰鬥中，蘇聯機械化部隊中的坦克部隊很明顯地被分割為中型坦克的T-34群與落後的重型坦克部隊。然而，蘇聯在戰後幾年仍持續生產重型坦克以應付冷戰對立陣營的重型坦克（如更重的美國的M103重型坦克與英國的征服者坦克），但更具機動性與靈活性的T-54與T-62中型坦克（或分為主戰坦克）在裝甲防護力與火力上皆已可媲美T-10坦克了。
1960年代，蘇軍也接受了主戰坦克的概念，取代掉重型坦克和具機動力的中型坦克。在1960年代晚期，裝備重型坦克的獨立坦克營重新裝備了更先進的T-64坦克，不久後又裝備了快速的T-80坦克，而常規坦克與機械化單位裝備了T-55與T-72。T-10的生產作業於1966年終止，而各重型坦克的研製計畫也紛紛被取消，如有自動裝填器、130公釐火砲的277工程、279工程和770工程 。
在T-10存在的當時，反坦克導彈開始被廣泛使用，並有效取代了重型坦克的長距離砲火。蘇軍便以它們設計出了BMP-1步兵坦克，之後也應用到了T-64與其他主戰坦克。之後還研發出了先進的反應裝甲，將其應用於主戰坦克上，使它們的重量輕了不少。
根據布里昂·皮瑞特（Bryan Perret）對其所作的評價：「在六日戰爭，特別是拉法赫（Rafah）的戰鬥中可看出蘇聯陸軍已知道—重型坦克的時代過去了。」

## 型號

### 改进型号
- T-10（730工程）（1952年）：基本型。
- T-10A（731工程）（1956年）：改良型。主炮升级为D-25TS，带抽烟器和PUOT-1“暴风”（ПУОТ-1 "Ураган"）垂直稳定仪（英语：Gun stabilizer），增加了半自动装弹机。炮手由TSh-2-27改为TUP瞄准镜，并增加TPS-1潜望镜和TVN-1红外夜视仪。
- T-10B（1957年）：改良型。垂直单轴稳定仪升级为PUOT-2“雷鸣”（ПУОТ-2 "Гром"）双轴稳定仪。增加T2S-29观瞄镜。
- T-10M（734工程[12]）（1957年）：新型炮塔，換裝带五孔炮口制動器的M-62T2坦克炮、2E12“暴雨”（2Э12 "Ливень"）双轴火炮稳定仪、機槍換為14.5公釐KPVT、“月神”紅外線夜視裝置、核生化防護。車全長約10.29公尺。
  - 1963年：T-10M裝備OPVT深潛換氣裝置。
  - 1967年：T-10M配发ZBM-11脱壳穿甲弹與ZBK-9尾翼稳定高爆反坦克彈。
- T-10MK（1957年）：T-10M的指挥车型。减少22发炮弹，增加无线电设备。

### 衍生车辆
- 266工程（1957年）：以T-10为基础的液力传动装置实验型，带有垂直稳定仪。仅1辆原型车。
- 268工程（1956年）：以T-10为底盘的突击炮。固定战斗室内装一门152毫米M-64炮（初速720米/秒），整体外形类似二战德国猎虎式驱逐战车，正面装甲187毫米。由于反坦克导弹的表现，该车没有批准量产。唯一的原型车现存于库宾卡坦克博物馆。
- 269工程（1956年）：在T-10上实验测距仪的原型车。
- 282工程（1958年）：以T-10为底盘的反坦克导弹发射车。可发射152毫米TRS-152导弹或TRS-132导弹。仅一辆原型车[13]。

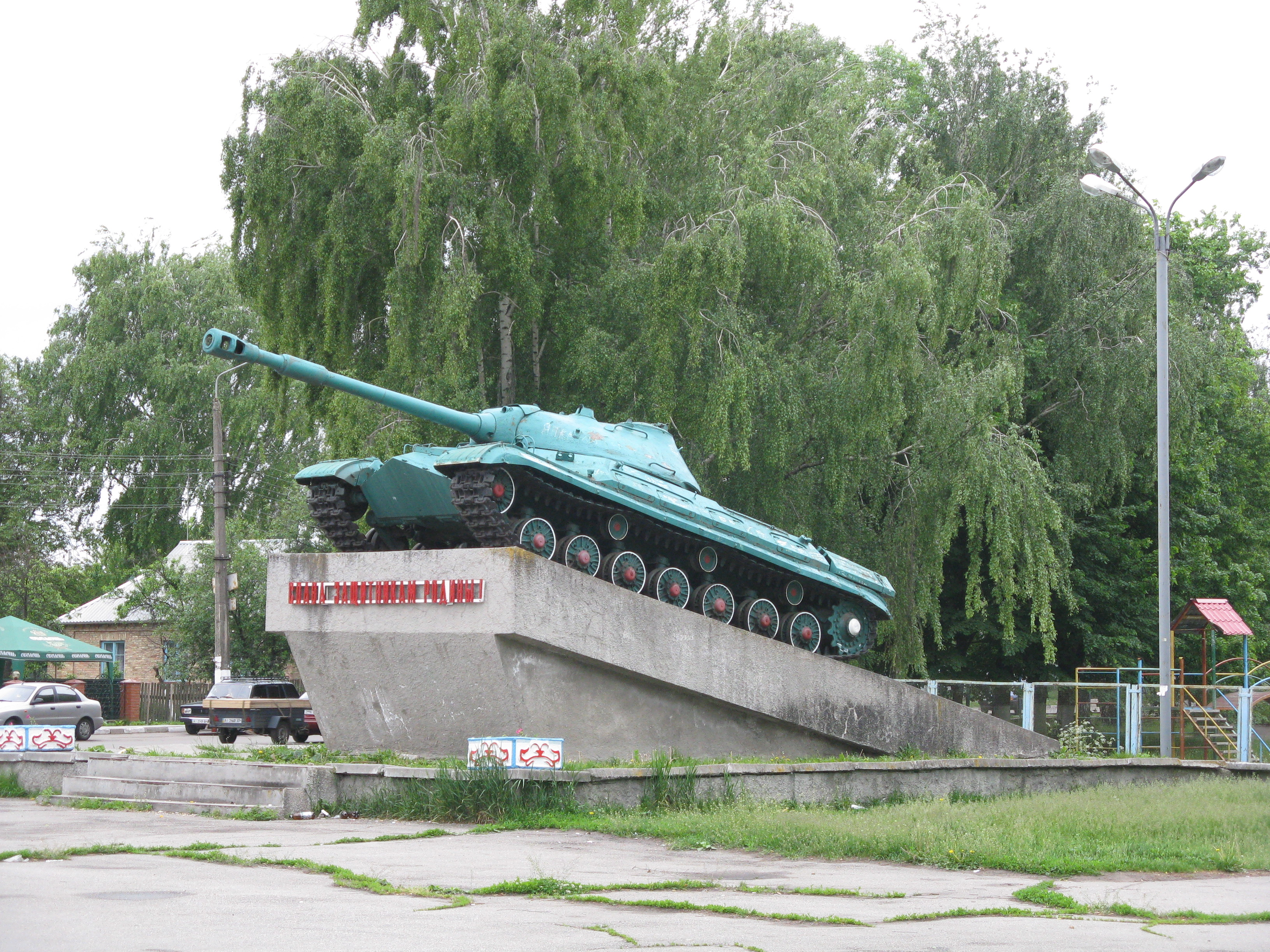
乌克兰卡哈尔雷克市内的T-10A重型坦克
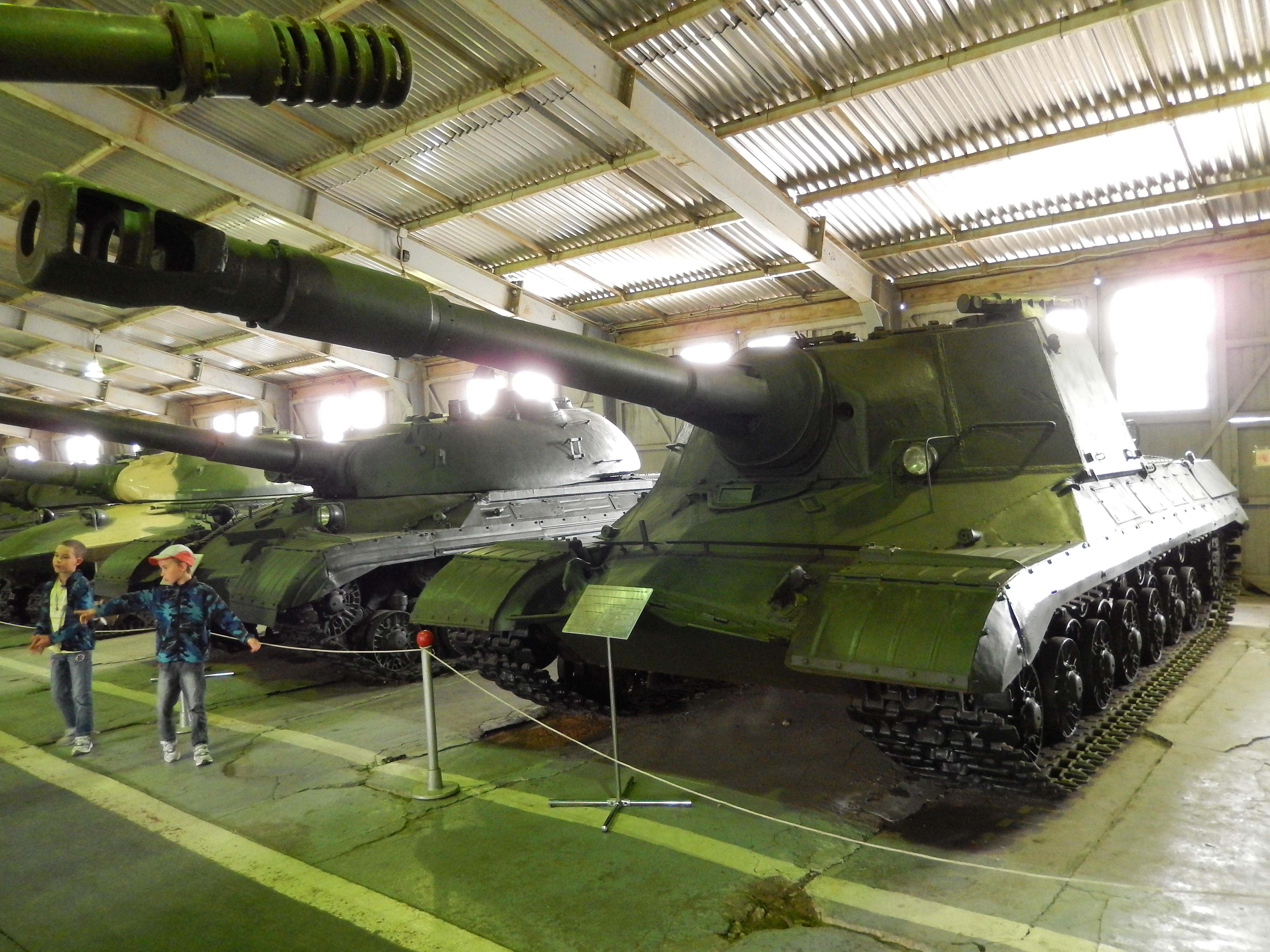
268工程
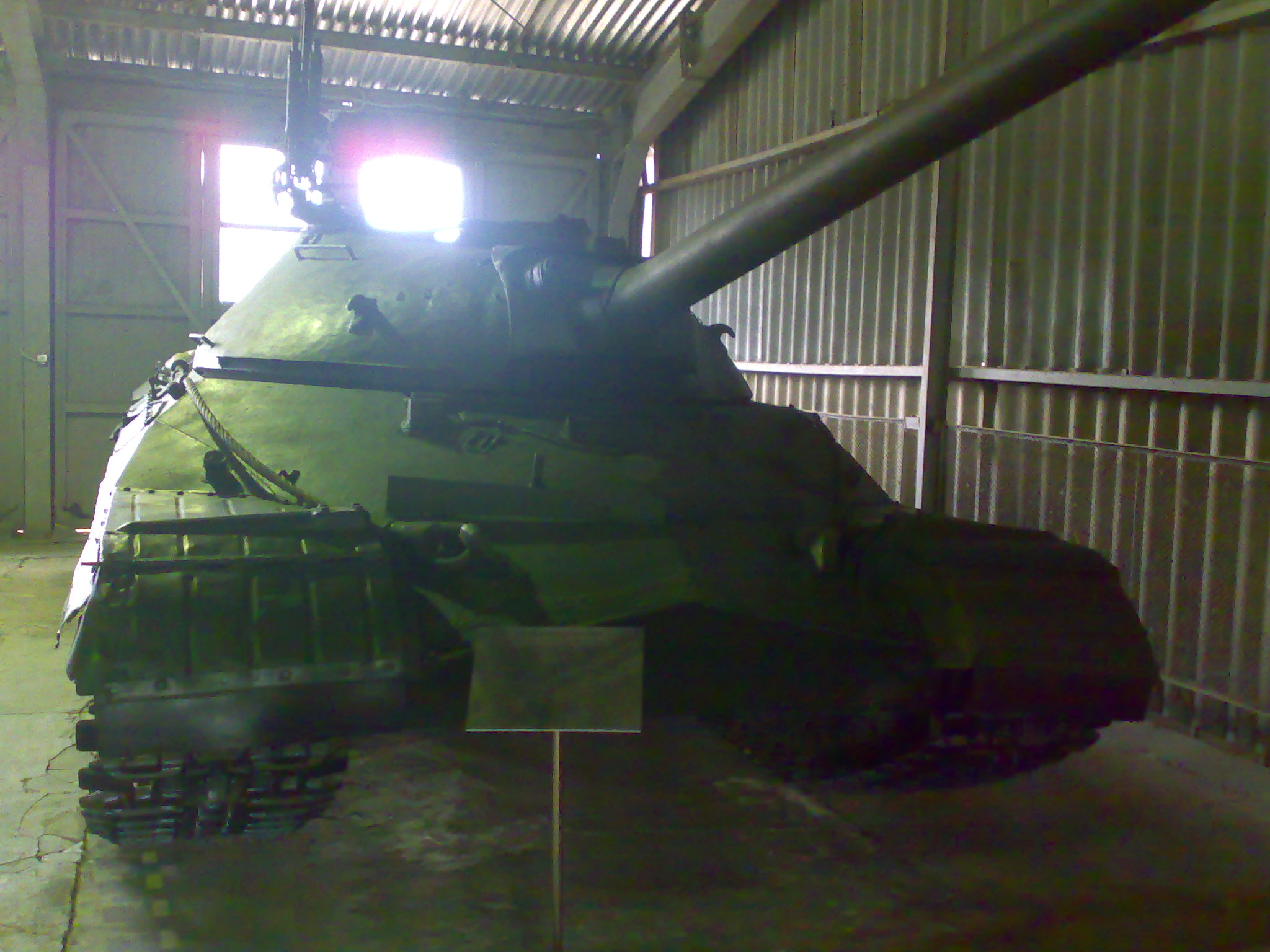
266工程

## 資料來源
1. ↑  一个常见的误解是在更名T-10前，IS-8还被先后称为IS-9和IS-10。事实上，T-10的“10”源于其为苏联制式装备的第10种重型坦克，见Павлов М.В, Павлов И.В. Отечественные бронированные машины 1945-1965 гг. - "Техника и Вооружение", 2009, №3.
2. ↑  Тяжелый танк Т-10. (2012, December 1). Retrieved April 3, 2017, from https://topwar.ru/1373-tyazhelyj-tank-t-10.html （页面存档备份，存于）
3. ↑  Тяжелый танк ИС-5 («Объект 730»). Трудный путь к Т-10. (2013, December 5). Retrieved April 3, 2017, from http://topwar.ru/36914-tyazhelyy-tank-is-5-obekt-730-trudnyy-put-k-t-10.html （页面存档备份，存于）
4. ↑  Ford, R. (1997). The world's great tanks: from 1916 to the present day. London: Brown Books.
5. ↑  Zaloga, S., & Sarson, P. (1994). IS-2 heavy tank: 1944-1973. London: Osprey.
6. ↑  Павлов М.В, Павлов И.В. Отечественные бронированные машины 1945-1965 гг. - "Техника и Вооружение", 2009, №3.
7. ↑  Aubrey.行动坐标布拉格！苏军“多瑙河”行动始末.:http://mp.weixin.qq.com/s?__biz=MjM5MDU4MzM1NA==&mid=2653032247&idx=1&sn=bf500eeb749ae799acbf0ac7719bfda9, 2016-11-15
8. ↑  Tucker, Spencer, Tanks: An Illustrated History of Their Impact, ABC-CLIO (2004), ISBN 1576079953, 9781576079959, p. 148
9. ↑  Miller, David, The Illustrated Directory of Tanks of the World, Zenith Imprint Press (2000), ISBN 0760308926, 9780760308929, p. 251
10. ↑   M. V. Pavlov; I. V. Pavlov, Equipment and Armament, n.6 2008
11. ↑  Sewell, Stephen ‘Cookie’, Why Three Tanks?, Armor, vol. 108, n 4 (July-August 1998), Fort Knox, KY: US Army Armor Center, p. 21
12. ↑  ИЛЛЮСТРАЦИИ. (n.d.). Retrieved April 03, 2017, from https://rutlib.com/book/17999/p/10 （页面存档备份，存于）
13. ↑  Pasholok, Y. (2016, September 11). The Last Soviet Heavy Tank Destroyers. Retrieved from http://tankarchives.blogspot.com/2016/09/the-last-soviet-heavy-tank-destroyers.html （页面存档备份，存于）